# Salone dell'automobile di Detroit
Il Salone dell'automobile di Detroit (in inglese la denominazione ufficiale è North American International Auto Show, NAIAS) è un salone dell'automobile, che si svolge ogni anno a Detroit dal 1907.
La sede attuale è il Cobo Center e il periodo dell'anno in cui si svolge la manifestazione è il mese di gennaio.

## Storia
Il primo salone a Detroit fu nel 1907 al Beller's Beer Garden presso il Riverside Park e annualmente si è ripetuto ad eccezione del periodo 1943-1952. Venne rinominato North American International Auto Show nel 1989. Dal 1985 fu spostato nel Cobo Center dove raggiunge i 93.000 m² di spazio disponibili. Lo show è particolarmente importante perché nell'area di Detroit ci sono i quartier generali delle Big Three dell'automobilismo americano: Chrysler, Ford e General Motors. Dal 2006 è l'unico salone riconosciuto ufficialmente dall'Organizzazione internazionale di costruttori di veicoli a motore organizzato negli Stati Uniti d'America.

## 2017
Nel 2017 il salone si è tenuto dal 9 al 22 gennaio. L'apertura al pubblico dal 14.
La Chevrolet Bolt, Honda Ridgeline e Chrysler Pacifica hanno ricevuto il North American Car of the Year.

### Auto di produzione
- 2018 Audi A5/S5 Cabriolet
- 2018 Audi SQ5
- 2017 BMW 5 Series
- 2018 Chevrolet Traverse
- 2018 Ford F-150 (restyling)
- 2018 GMC Terrain
- 2018 Honda Odyssey
- 2018 Kia Stinger
- 2018 Lexus LS
- 2018 Mercedes-AMG GT (restyling), GT C Coupe
- 2018 Mercedes-Benz Classe E Coupe
- 2018 Mercedes-Benz GLA (restyling)
- 2017 Mercedes-Benz S-Class Coupe Night Edition
- 2017 Nissan Rogue Sport
- 2017 Ram 1500 Rebel Black
- 2018 Subaru WRX (restyling)
- 2018 Toyota Camry
- 2018 Volkswagen Atlas R-Line
- 2018 Volkswagen Tiguan (versione a passo lungo)
- 2018 Volvo V90 (debutto nord americano)

### Prototipi
- Audi Q8 concept
- BMW X2 Concept (debutto nord americano)
- Infiniti QX50 Concept
- Nissan Vmotion 2.0
- Volkswagen ID. Buzz

### Auto da competizione
- Toyota Camry (NASCAR)

## 2016
Nel 2016 il salone si è tenuto dall'11 al 24 gennaio. L'apertura al pubblico dal 16.
La Honda Civic e la Volvo XC90 hanno ricevuto il North American Car of the Year.

### Auto di produzione
- Audi A4 (debutto nord americano generazione B9)[6]
- Audi A4 allroad quattro
- BMW M2[7]
- BMW X4 M40i[7]
- Buick Envision (debutto nord americano)[8]
- Chevrolet Cruze Hatchback[9]
- Chrysler Pacifica[10]
- Fisker  Force 1[11]
- Ford F-150 (tredicesima generazione) versione Raptor SuperCrew[12]
- Ford Fusion (Restyling seconda generazione)[13]
- Genesis G90[14]
- GMC Acadia[15]
- Honda Ridgeline (seconda generazione)[16]
- Infiniti Q50 (restyling)[17]
- Infiniti Q60[17]
- Infiniti QX60 (restyling)[17]
- Kia Forte (restyling)[18]
- Lexus LC 500[19]
- Lincoln Continental (decima generazione)[20]
- Mercedes-AMG S65 Cabriolet[21]
- Mercedes-Benz Classe E (anteprima mondiale quinta generazione, modello W213)
- Mercedes-Benz SLC (R173)[22]
- Porsche 911 modelli Turbo e Turbo S (991.2)[23]
- Smart Fortwo Cabrio (debutto nord americano)[24]
- Volvo S90[25] (già presentata il 2 dicembre a Göteborg)

### Prototipi
- Acura Precision Concept[26]
- Audi h-tron quattro concept
- Buick Avista[27]
- Kia Telluride Concept[28]
- Nissan IDS (debutto statunitense)[29]
- Nissan Titan Warrior Concept[30]
- Volkswagen Tiguan GTE Active Concept[31]

## 2015
Nel 2015 il salone si è tenuto dal 12 al 25 gennaio. Apertura al pubblico dal 17.

### Auto di produzione
- Alfa Romeo 4C versione Spider[32]
- Audi Q7 (seconda generazione Typ 4M)[33]
- Buick Cascada[34]
- Chevrolet Volt (seconda generazione)[35]
- Ford F-150 (tredicesima generazione) versione Raptor[36]
- Ford GT[37]
- Ford Shelby Mustang (sesta generazione versione GT350R)[38]
- Jaguar XE (debutto nord americano)[39]
- Lincoln MKX (seconda generazione)[40]
- Mercedes-Benz classe C versione C350 elettrica Plug-in[41]
- Mercedes-Benz classe C versione C450 AMG[42]
- Mercedes-Benz classe GLE versione Coupé[43]
- Nissan Titan (seconda generazione XD)[44]
- Ram 1500 (quarta generazione) versione speciale Rebel[45]
- Porsche 911 versione Targa 4 GTS[46]
- Porsche Cayenne Turbo S (MY2016) (seconda generazione 92A)[46][47]
- Toyota Tacoma (terza generazione)[48]
- Volvo S60 Cross Country (seconda generazione)[49]
- Volvo S60 Inscription (passo lungo) (seconda generazione)[50]

### Prototipi
- Buick Avenir[51]
- Honda FCV Concept (debutto nordamericano)[52]

## 2014
Il salone si è tenuto dal 13 al 26 gennaio.

### Auto di produzione
- BMW M3, 2015[53]
- BMW M4 coupé, 2015[53]
- BMW serie 2 versione coupé (F22)[53]
- Cadillac ATS versione coupé, 2015[54]
- Chrysler 200, 2015 (anteprima mondiale seconda generazione)[55]
- Chevrolet Corvette Z06
- Ford F150, 2015 (tredicesima generazione)[56]
- Ford Mustang, 2015 (anteprima mondiale sesta generazione)
- Honda Jazz (Honda Fit) (anteprima mondiale restyling 2015 della terza generazione)[57]
- Hyundai Genesis nuovo modello 2015[58]
- Lexus RC, 2015 (debutto nord americano)[59]
- Lexus RC F, 2015[60]
- Mercedes Classe C, 2015 (anteprima mondiale quarta serie, modello W205)[61]
- Mercedes GLA versione 45 AMG (anteprima mondiale versione 45 AMG)
- Mercedes-Benz S600, 2015 (anteprima mondiale nuova versione)[62]
- Porsche 911 versione Targa
- Subaru WRX versione STI

### Prototipi
- Acura TLX prototipo, 2015[63]
- Audi Allroad Shooting brake
- Infiniti Q50 Eau Rouge[64]
- Kia GT4 Stinger
- Mercedes-Benz Concept S-Class Coupé (W222) (debutto nord americano) (debutto mondiale Salone dell'automobile di Francoforte nel 2013).
- Mini John Cooper works
- Nissan IDx Freeflow e IDx NISMO (debutto negli Stati Uniti)[65]
- Nissan Sports Sedan concept[66]
- Toyota FT-1
- Volkswagen Beetle Dune
- Volkswagen Passat BlueMotion Concept[67][68]
- Volvo XC Coupé[69]

## 2013
Il salone si è tenuto dal 14 al 27 gennaio.

### Auto di produzione
- BMW M6 Gran Coupe (modello F06)
- Chevrolet Corvette C7 Stingray (settima generazione)[70]
- Chevrolet Silverado (terza generazione)
- GMC Sierra (terza generazione)
- Jeep Grand Cherokee (quarta generazione WK2 restyling)
- Kia Cadenza (debutto nord americano)
- Lexus IS (terza generazione XE30)[71][72]
- Maserati Quattroporte (sesta generazione)
- Mercedes-Benz Classe CLA[73]

### Prototipi
- Hyundai HCD-14 Genesis[74]
- Nissan Resonance Concept[75]

## 2012
Il salone si è tenuto dal 9 al 22 gennaio.

### Auto di produzione
- BMW Serie 3 (modello F30 debutto nord americano)
- BMW ActiveHybrid 3 (modello F30 versione ibrida).[76]
- Dodge Dart[77]
- Hyundai Veloster versione Turbo
- Mercedes-Benz Classe SL modello R231

### Prototipi
- Ford Evos (debutto nord americano)
- Nissan Pathfinder concept
- Volvo XC60 versione Plug-in Hybrid
- Chevrolet Code 130R concept
- Chevrolet Tru 140S concept

## 2011
Il salone si è tenuto dal 10 al 23 gennaio.

### Auto di produzione
- Buick Verano (prima generazione)
- Mercedes Classe C modello W204 Restyling[78]
- Toyota Prius V[79][80].

## 2010
Il salone si è tenuto dall'11 al 24 gennaio.

### Auto di produzione
- Ford Focus (terza generazione)

### Prototipi
- BMW ActiveE (versione E87)[81]
- Fiat 500 Veicolo elettrico[82][83]

## 2009
Il salone si è tenuto dall'11 al 25 gennaio.

### Auto di produzione
- BMW Z4 (seconda generazione E89)[85]
- Buick LaCrosse (seconda generazione)[86]
- Cadillac SRX (seconda generazione)
- Chevrolet Equinox (seconda generazione)[87][88]
- Ford Taurus (sesta generazione)[89]
- Toyota Prius (terza generazione XW30)[90]

## 2008

### Auto di produzione
- BMW X6 (prima generazione E71)
- Dodge Ram (quarta generazione DS/DJ)[91]
- Ford F150 (dodicesima generazione)[91]
- Subaru Forester (terza generazione SH)
- Volkswagen Passat CC

### Prototipi
- Mazda Furai[92]

## 2007

### Auto di produzione
- Hyundai Veracruz (debutto nord americano)
- Mitsubishi Lancer (nona generazione CY2A–CZ4A)
- Rolls-Royce Phantom Drophead Coupé

## 2006
Il salone si è tenuto dall'8 al 22 gennaio.

### Auto di produzione
- Nissan Sentra (sesta serie)
- Audi RS4 (seconda serie B8)
- Ford Edge (prima generazione U387)

### Prototipi
- Chrysler Imperial concept[93]
- Lamborghini Miura Concept[94]
- Maybach Exelero

## 2005

### Auto di produzione
- Honda Ridgeline (anteprima mondiale prima generazione)[95]
- Mercedes-Benz Classe M (Seconda generazione W164)[96]
- Mitsubishi Elipse (quarta generazione 4G)

## 2003
- BMW X3 nel 2003[97]

## 2002

### Auto di produzione
- Volvo XC90 (anteprima mondiale prima generazione)[98]

### Prototipi
- Cadillac Cien
- Chevrolet Bel Air Concept

## 2001
Il salone si è tenuto dal 12 al 20 gennaio.

### Prototipi
- Dodge Super 8 Hemi
- Ford EX
- Volvo ACC (Adventure Concept Car)[99][100]
- Volvo SCC[99][101]

## 1999

### Auto di produzione
- Lincoln Blackwood

## 1997

### Auto di produzione
- Chevrolet Corvette C5 (quinta generazione)[102]
- Mercedes-Benz CLK (prima generazione C208)

## 1995

### Prototipi
- Ford GT90

## 1992

### Auto di produzione
- Chrysler Concorde (prima generazione)
- Chrysler New Yorker (quattordicesima generazione)
- Dodge Intrepid (prima generazione)